# 다이넬리스 몬테호
다이넬리스 몬테호(스페인어: Daynellis Montejo, 1984년 11월 8일 ~ )는 2008년 올림픽에서 동메달을 획득한 쿠바의 전 태권도 선수이다.

## 같이 보기
- 올림픽 태권도 메달리스트 목록